# JP모건 체이스
JP모건(JPMorgan Chase & Co. NYSE: JPM)은 투자은행가였던 존 피어폰트 모건(John Pierpont Morgan)이 설립한 은행으로, 세계에서 가장 오래된 은행 중 하나이다. 총 자산은 3.5조 달러로 미국 은행 최고의 시가총액을 보유하고 있다. 제이미 다이먼의 훌륭한 사업 운영으로 오늘날 JP모건은 뱅크 오브 아메리카, 씨티, 웰스 파고와 함께 미국의 4대 은행이다.

## 역사
현 구조의 JP모건 체이스는 1996년부터 이루어진 미국의 대형 은행 기업들의 합병의 결과이다. 현재의 JP모건은 체이스 맨해튼 은행, JP모건, 뱅크 원, 베어스턴스, 워싱턴 뮤추얼 등 기존 미국의 여러 은행간의 합병을 통해 형성되었다.

## 구조
JP모건 체이스는 미국에서 5개의 자회사를 보유하고 있다.: JP모건 체이스 뱅크, National Association; 체이스 뱅크 USA; Custodial Trust Company; JP모건 체이스 뱅크, Dearborn; J.P. Morgan Bank and Trust Company, National Association.

## 금융 데이터
| 연도    | 2004    | 2005    | 2006    | 2007    | 2008    | 2009    | 2010    | 2011    | 2012    | 2013    | 2014    |
| ------- | ------- | ------- | ------- | ------- | ------- | ------- | ------- | ------- | ------- | ------- | ------- |
| 수익    | 43,097  | 53,748  | 61,437  | 71,372  | 67,252  | 100,434 | 102,694 | 97,234  | 97,031  | 96 606  | 94,205  |
| 순수익  | 4,466   | 8,483   | 14,444  | 15,365  | 5,605   | 11,728  | 17,37   | 21,284  | 21,284  | 17,923  | 21,762  |
| 자산    | 1 157   | 1 199   | 1 352   | 1 562   | 2 175   | 2 032   | 2 118   | 2 359   | 2 359   | 2 416   | 2 573   |
| 직원 수 | 160 968 | 168 847 | 174 360 | 180 667 | 224 961 | 222 316 | 239 831 | 260 157 | 258 965 | 251 196 | 241 359 |

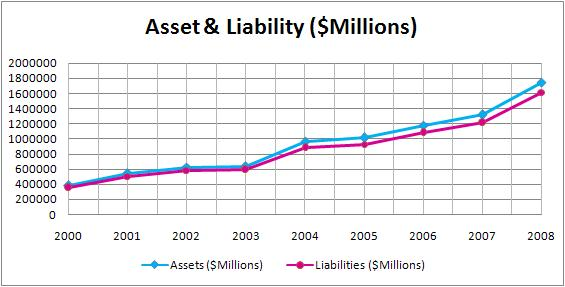
자산 및 부채
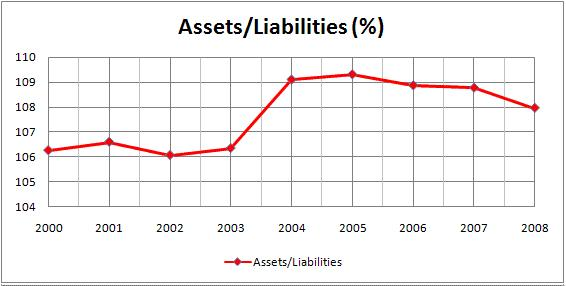
자산/부채 비율
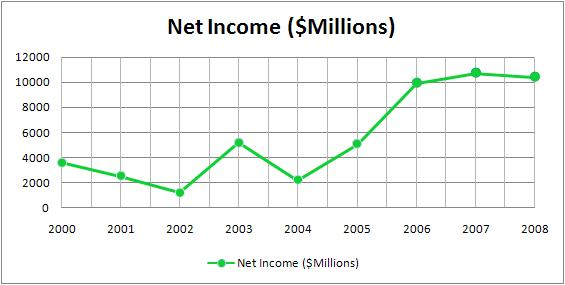
순수익

JP모건 체이스는 2008년 말 당시 개인 은행으로서는 최대 은행이었다. (자회사를 포함하지 않음)

## 같이 보기
- 모건 스탠리
- 신용파산스왑